# Association Internationale pour la Protection de la Propriété Intellectuelle
L' Association Internationale pour la Protection de la Propriété Intellectuelle (ou AIPPI) est une organisation internationale dont les membres sont des professionnels de la propriété intellectuelle, des universitaires, des propriétaires de droits intellectuels et d'autres personnes intéressées par le sujet. L'AIPPI a été créé en 1897 et est basé à Zurich, en Suisse. Elle a joué un rôle actif dans les travaux qui ont conduit à des révisions successives de la Convention de Paris pour la Protection de la Propriété Industrielle de 1883.[réf. nécessaire] Elle continue à jouer un rôle important dans l'harmonisation des lois sur la propriété intellectuelle à travers le monde.[réf. nécessaire]